# Академия гражданской защиты МЧС России
Академия гражданской защиты МЧС России (полное наименование — Федеральное государственное бюджетное военное образовательное учреждение высшего образования «Академия гражданской защиты Министерства Российской Федерации по делам гражданской обороны, чрезвычайным ситуациям и ликвидации последствий стихийных бедствий имени генерал-лейтенанта Д.И. Михайлика», сокращённое наименование — ФГБВОУ ВО АГЗ МЧС России) — главный учебный центр МЧС России, являющийся крупным научным и методическим центром по разработкам в области защиты населения и территорий от чрезвычайных ситуаций и подготовке научно-педагогических кадров. Является единственным высшим военным учебным заведением в Российской Федерации, готовящим военных специалистов тактического и оперативно-тактического уровня для системы МЧС России.
На неё возложены задачи по подготовке специалистов высшей квалификации и повышению квалификации руководящих кадров в области гражданской обороны, предупреждения и ликвидации чрезвычайных ситуаций, мобилизационной подготовки экономики Российской Федерации.

## История создания
25 октября 1933 г. — образование «Курсов усовершенствования и подготовки начальствующего состава ПВО».
1935 г. — переформирование «Курсов усовершенствования и подготовки начальствующего состава ПВО» в «Электротехническую школу РККА», при которой были созданы отделение подготовки среднего командного состава частей ВНОС и МПВО и курсы усовершенствования начальствующего состава МПВО.
4 июля 1939 г. — на базе курсов МПВО, входивших в Электротехническую школу РККА, были созданы Ленинградские республиканские курсы МПВО. Такие же курсы были созданы и в Москве.
20 января 1949 г. — на основании решения Совета Министров РСФСР они были реорганизованы в Республиканскую школу усовершенствования офицерского состава МПВО.
8 февраля 1949 г. — Республиканская школа усовершенствования офицерского состава МПВО была переименована в Ленинградскую школу усовершенствования офицерского состава МПВО МВД СССР (ЛШУОС).
1961 г. — МПВО была преобразована в Гражданскую оборону СССР (ГО СССР), ЛШУОС была переименована в Центральные курсы усовершенствования офицерского состава ГО СССР.
Июнь 1963 г. — Центральные курсы усовершенствования офицерского состава ГО СССР были передислоцированы из Ленинграда в посёлок Новогорск Московской области и переименованы в Высшие центральные офицерские курсы ГО СССР (ВЦОК ГО СССР).
19 октября 1983 г. — Указом Президиума Верховного Совета СССР курсы были награждены орденом Красной Звезды и получили новое наименование «37-е Высшие Центральные ордена Красной Звезды офицерские курсы Гражданской обороны СССР» (37 ВЦОК ГО СССР).
1 января 1988 г. — курсы стали именоваться «37-е Высшие Центральные ордена Красной Звезды курсы подготовки и повышения квалификации руководящего состава Гражданской обороны».
9 декабря 1992 г. — Приказом Председателя Правительства Российской Федерации № 968 на базе ВЦК ГО и курсов гражданской обороны РСФСР была образована Академия гражданской защиты ГКЧС России.
Май 1994 г. — вуз получил наименование «Академия гражданской защиты МЧС России».
9 мая 2002 г. — офицеры и курсанты Академии впервые приняли участие в военном параде на Красной площади, с тех пор Академия является регулярным участником парадов Победы на Красной площади.
Июнь 2009 г. — Приказом министра Российской Федерации по делам гражданской обороны, чрезвычайным ситуациям и ликвидации последствий стихийных бедствий изменена форма и название вуза — ФГОУ ВПО «Академия гражданской защиты МЧС России».
Июль 2011 г. — Организационно-правовая форма вновь изменилась и Академия стала бюджетным учреждением — ФГБОУ ВПО «Академия гражданской защиты МЧС России»
С января 2016 г. — ФГБВОУ ВО «Академия гражданской защиты МЧС России».
В ноябре 2017 г. — Академия признана "Лучшей образовательной организацией высшего образования МЧС России" по итогам 2017 года (данная номинация конкурса "Созвездие мужества" введена впервые).
В ноябре 2020 г. — Академия признана "Лучшей образовательной организацией высшего образования МЧС России" по итогам 2020 года.
В мае 2021 г. — Академия приняла участие в Параде Победы на Красной площади в 20-й раз подряд, завоевав при этом Кубок Лучшему парадному расчету министерств и ведомств.
В мае 2022 г. — распоряжением Правительства Российской Федерации Академии присвоено имя генерал-лейтенанта Д. И. Михайлика.
В июне 2022 г. — Академия награждена Кубком Лучшему парадному расчету министерств и ведомств по итогам Парада Победы 9 мая 2022 года.
В октябре 2022 г. — указом Президента Российской Федерации Академия награждена орденом Жукова.
9 декабря 2022 г. — Министр МЧС России генерал-лейтенант А. В. Куренков по поручению Президента РФ на строевом плацу Академии при большом количестве гостей и зрителей вручил орден Жукова, прикрепив его к Боевому знамени Академии, и поздравил Академию с 30-тилетием со дня образования. На церемонии присутствовали все бывшие начальники Академии.
В декабре 2022 г. — Академия признана "Лучшей образовательной организацией высшего образования МЧС России" по итогам 2022 года.
В декабре 2023 г. — Академия признана "Лучшей образовательной организацией высшего образования МЧС России" по итогам 2023 года.

## Руководство
- первым начальником Академии был бывший начальник ВЦОК ГО генерал-майор Борисов Вячеслав Иванович;
- с 1994 года Академию возглавил генерал-лейтенант В. И. Сычев;
- в 2004 году начальником Академии был назначен бывший начальник Сибирского Регионального центра генерал-лейтенант П. А. Попов (позже — заместитель Министра обороны Российской Федерации);
- с 12 февраля 2009 года начальником Академии стал генерал-полковник С. А. Шляков;
- с декабря 2012 года исполняющим обязанности начальника Академии стал заместитель начальника Межов Александр Романович;
- указом Президента Российской Федерации от 19 марта 2013 года № 237[2] начальником Академии назначен генерал-майор Барышев Павел Федорович, ранее занимавший должность начальника Главного управления МЧС России по Ярославской области.
- Указом Президента РФ от 02.02.2017 № 47 генерал-лейтенант П. Ф. Барышев назначен заместителем главы МЧС России. Временно исполняющим должность начальника Академии назначен заместитель начальника Академии генерал-майор Панченков Виктор Владимирович.
- Указом Президента РФ от 22.08.2017 начальником Академии назначен генерал-майор Панченков Виктор Владимирович (в настоящее время генерал-лейтенант).

## Задачи
Главными задачами Академии, как высшего учебного заведения, в соответствии с предназначением определены:
- подготовка военных и гражданских специалистов-руководителей с высшим образованием для работы в системе МЧС России;
- подготовка специалистов МЧС России с послевузовским профессиональным образованием для научно-исследовательской и педагогической деятельности;
- подготовка, переподготовка и повышение квалификации работников органов управления по делам ГОЧС при органах исполнительной власти субъектов Российской Федерации и мобилизационных органов государственного управления;
- организация и проведение фундаментальных поисковых и прикладных научных исследований, направленных на решение проблем гражданской обороны, предупреждения и ликвидации чрезвычайных ситуаций природного, экологического и техногенного характера на суше и на море, в области мобилизационной подготовки народного хозяйства, совершенствования системы образования;
- разработка и участие в подготовке законодательных актов и государственных программ по профилю Академии;[3]
- распространение знаний среди населения по вопросам предупреждения и действий в чрезвычайных ситуациях, ликвидации последствий стихийных бедствий, аварий и катастроф, обеспечения безопасности жизнедеятельности, повышения устойчивости объектов народного хозяйства, мобилизации всех категорий населения к действиям в чрезвычайных ситуациях.

## Структура

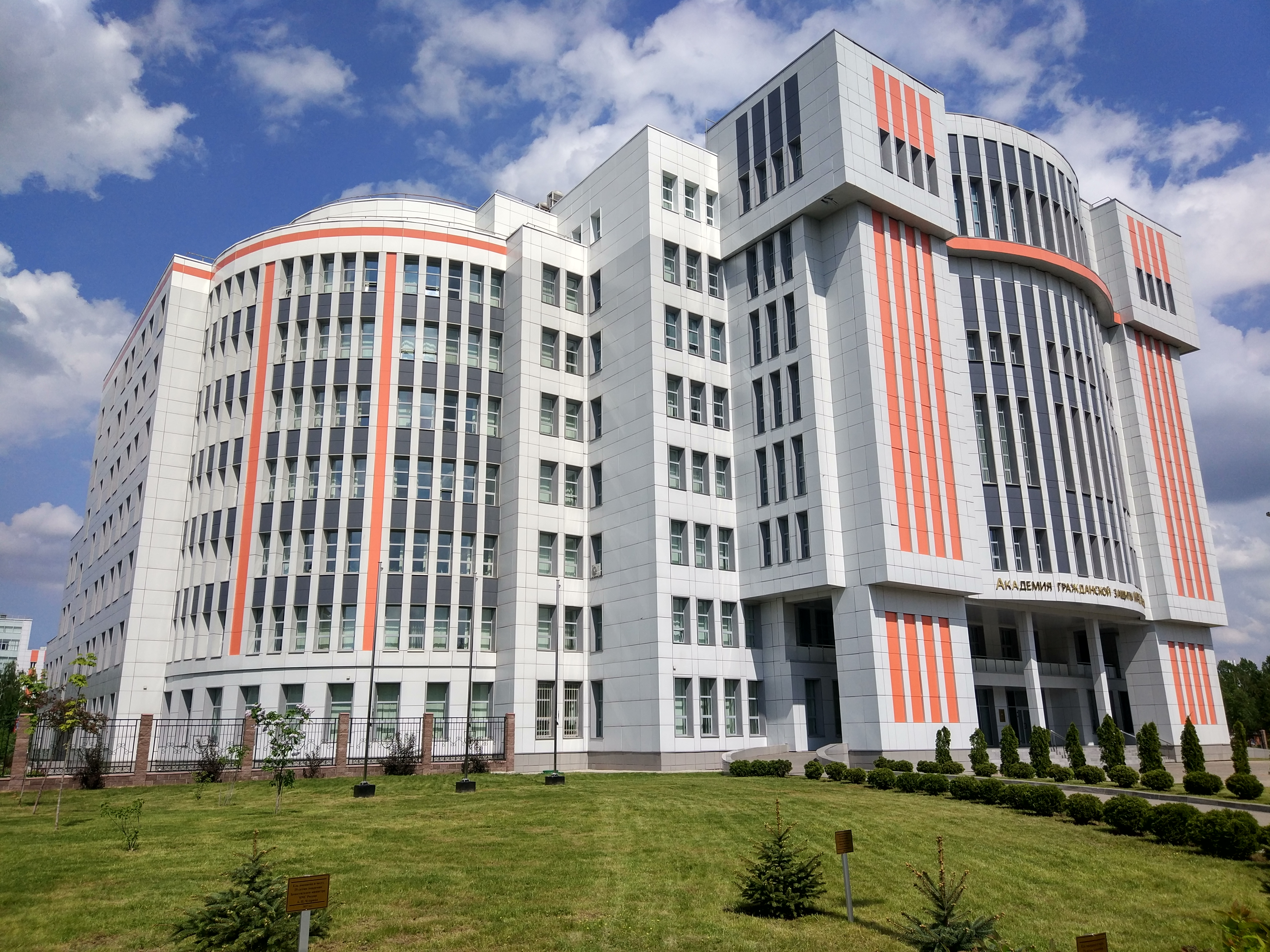

В состав Академии входят: 2 института, 6 факультетов, Кадетский пожарно-спасательный корпус, 28 кафедр, 7 центров,  учебная пожарно-спасательная часть (УПСЧ), учебно-спортивный комплекс (УСК), учебно-экспериментальный комплекс (УЭК), поликлиника (со стационаром 35 коек), центральная библиотека МЧС России.
Институты:
- Институт специальной подготовки
- Институт развития МЧС России

Факультеты:
- Факультет руководящего состава (офицеры спасательных воинских формирований МЧС России)
- Командно-инженерный факультет (курсанты — военнослужащие)
- Инженерный факультет (студенты)
- Гуманитарный факультет (студенты)
- Факультет заочного обучения (офицеры и работники МЧС России)
- Факультет по подготовке иностранных специалистов (офицеры и курсанты 12 стран: Абхазия, Армения, Азербайджан, Беларусь, Вьетнам, Казахстан, Киргизия, Молдова, Монголия, Таджикистан, Узбекистан, Южная Осетия)
- Факультет руководящего состава
- Командно-инженерный факультет( курсанты )

Центры:
- Научно-исследовательский центр
- Центр (учебно-методический)
- Центр современных средств обучения
- Центр материально-технического обеспечения
- Телекоммуникационный центр
- Центр (по связям с общественностью и взаимодействию со СМИ - пресс-служба)
- Центр культурно-досуговой и воспитательной работы

Кафедры:
- Кафедра оперативного управления мероприятиями РСЧС и ГО
- Кафедра медико-биологической и экологической защиты
- Кафедра инженерной защиты населения и территорий
- Кафедра управления повседневной деятельностью МЧС России
- Кафедра тактики и общевоенных дисциплин
- Кафедра аварийно-спасательных работ
- Кафедра радиационной и химической защиты
- Кафедра пожарной безопасности
- Кафедра спасательных робототехнических средств
- Кафедра информационных систем и технологий
- Кафедра инфокоммуникационных технологий и систем связи
- Кафедра эксплуатации транспортно-технологических машин и комплексов
- Кафедра информатики и вычислительной техники
- Кафедра аэронавигации и беспилотных авиационных систем
- Кафедра экономики, менеджмента и организации государственных закупок
- Кафедра педагогики и психологии
- Кафедра юридических дисциплин
- Кафедра государственного и муниципального управления
- Кафедра философии, истории и культурологии
- Кафедра рекламы и связей с общественностью
- Кафедра устойчивости экономики и систем жизнеобеспечения
- Кафедра высшей математики
- Кафедра иностранных языков
- Кафедра механики и инженерной графики
- Кафедра физической подготовки и спорта
- Кафедра физики
- Кафедра химии и материаловедения
- Кафедра мобилизационной подготовки

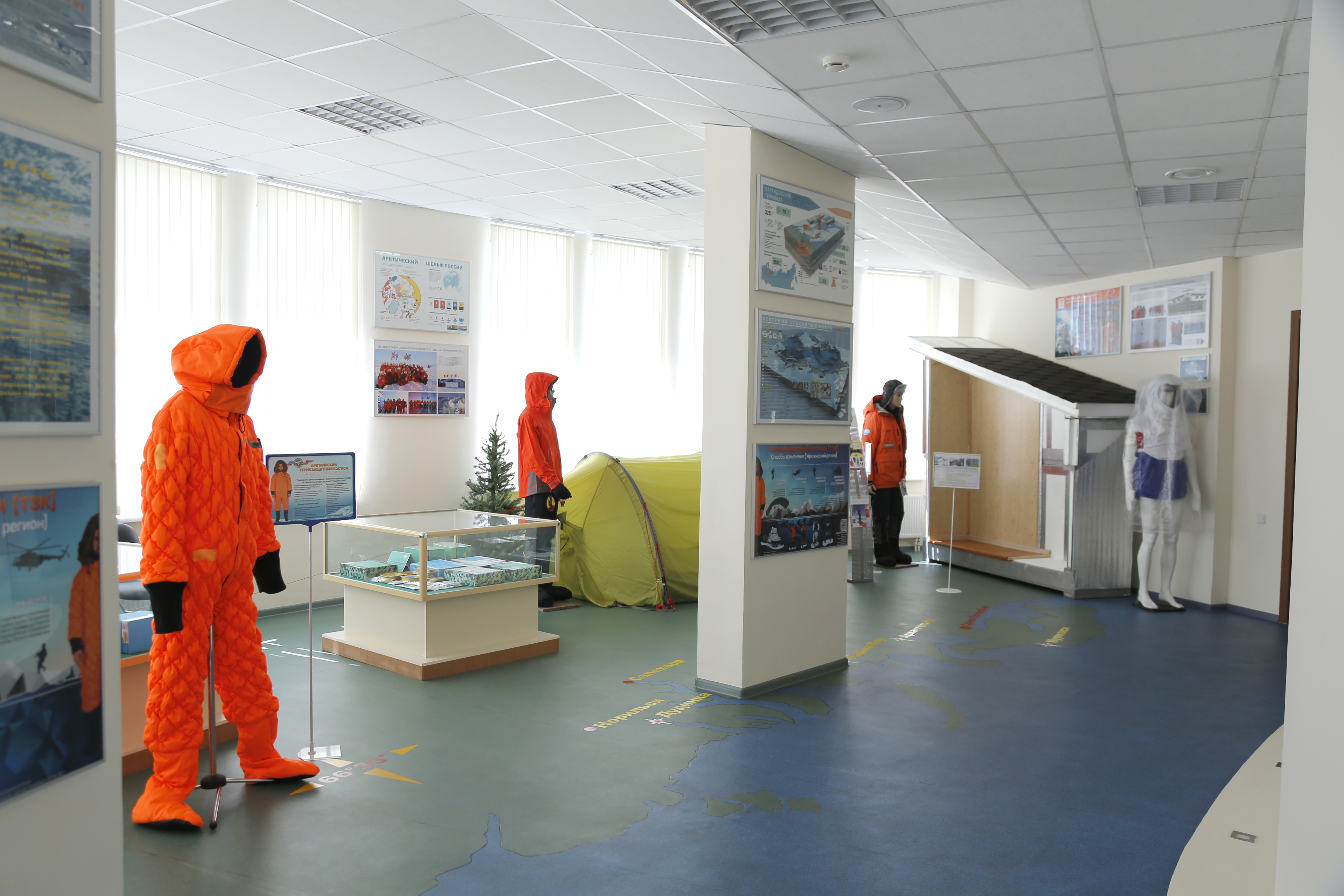
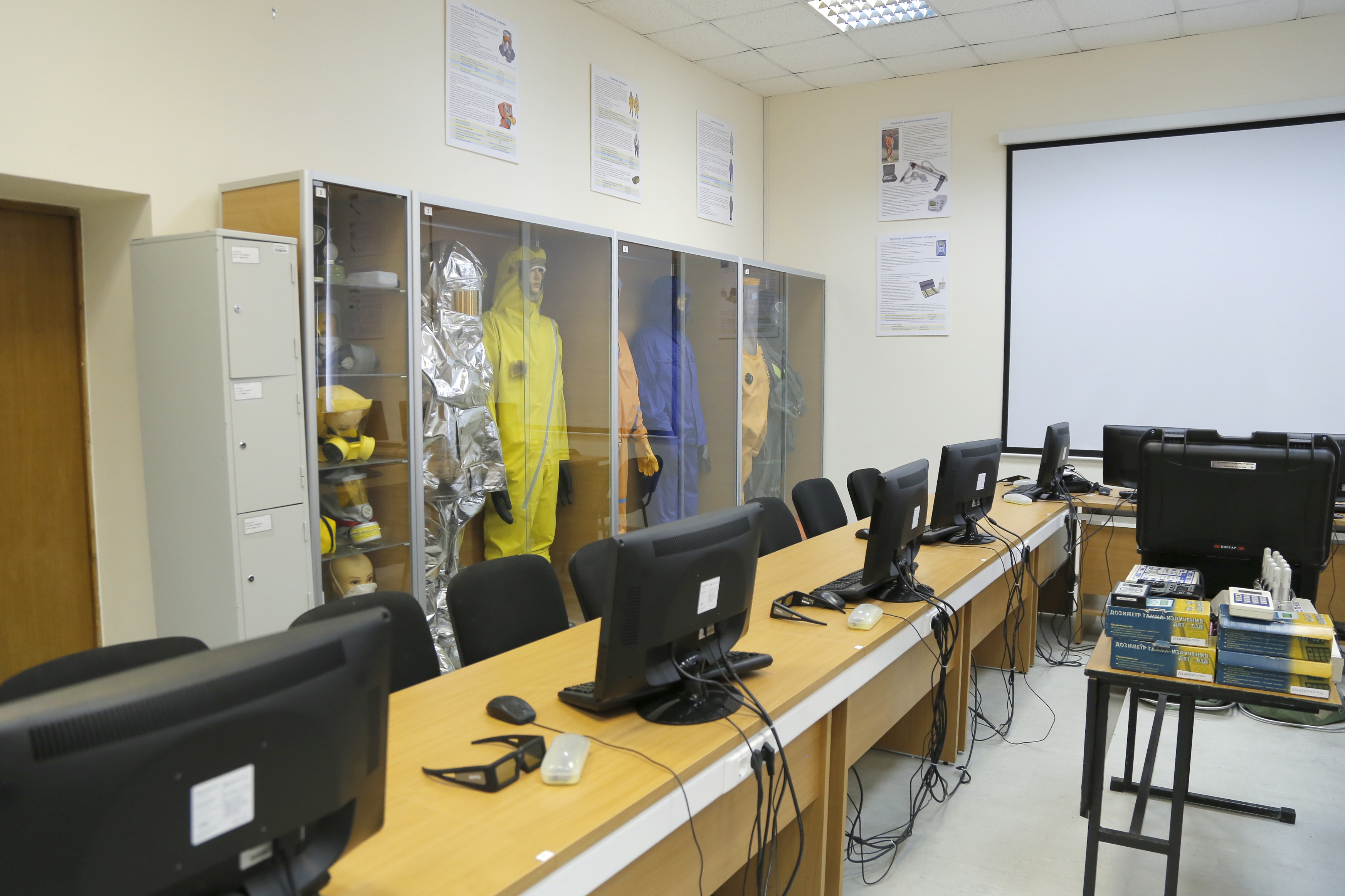
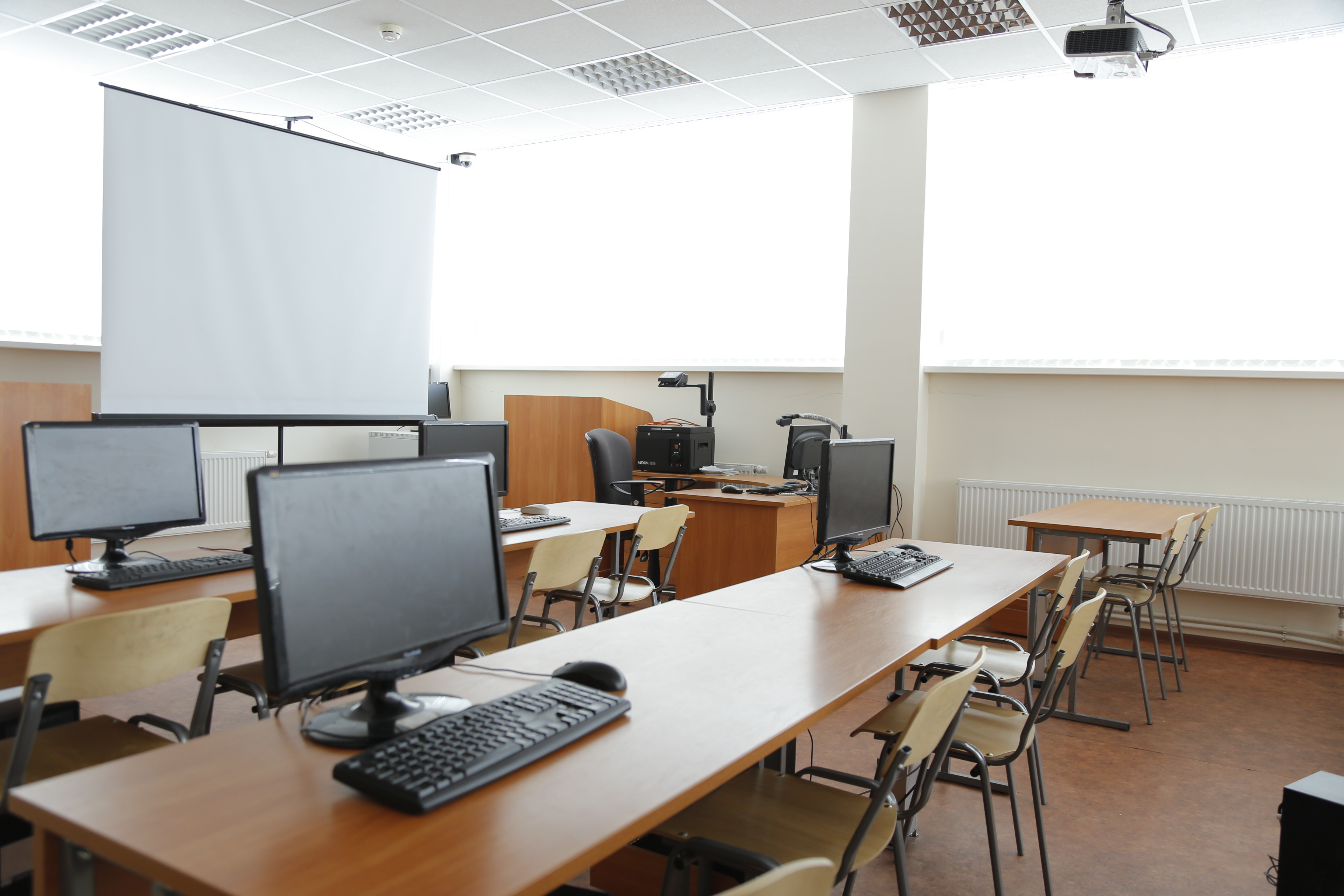
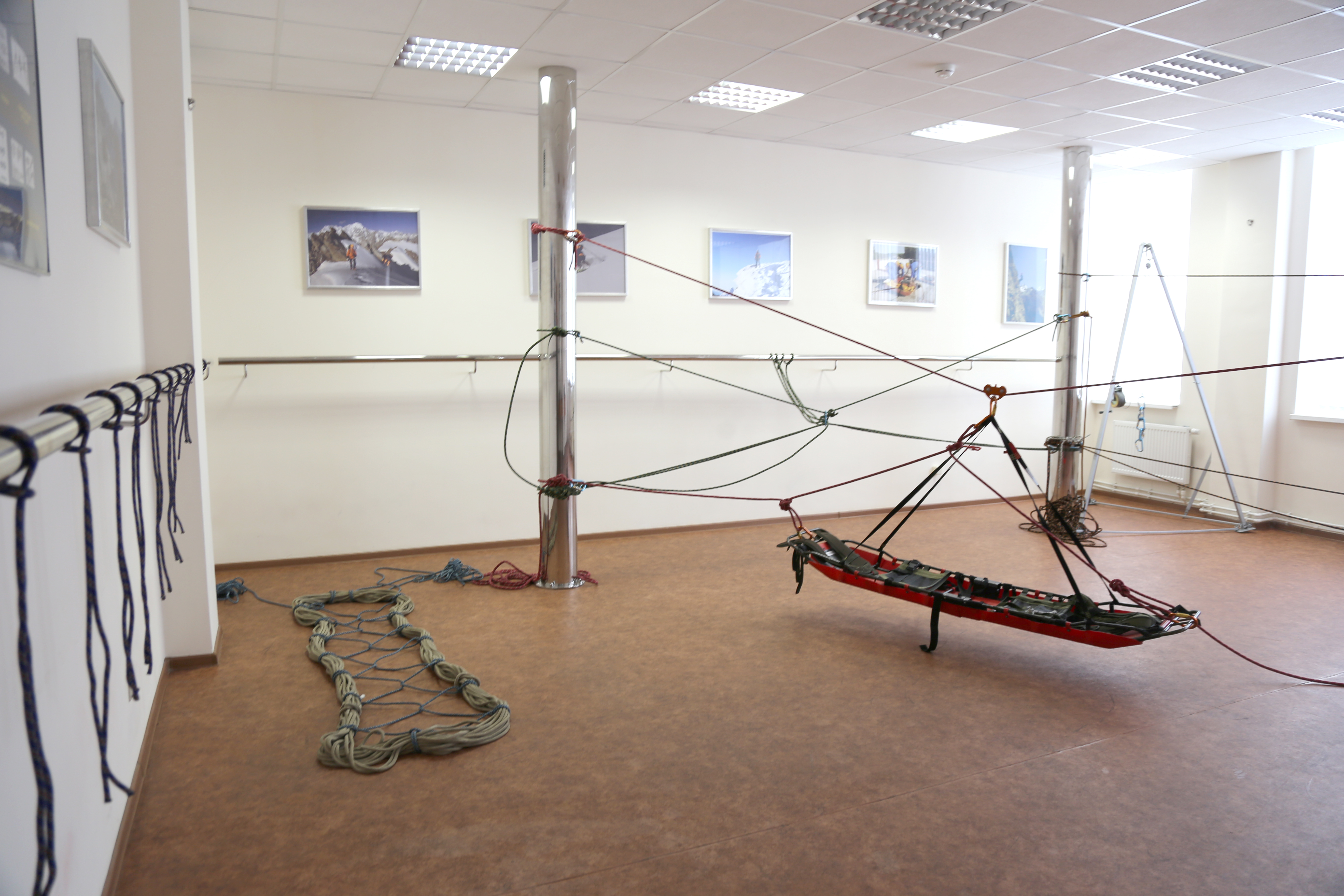
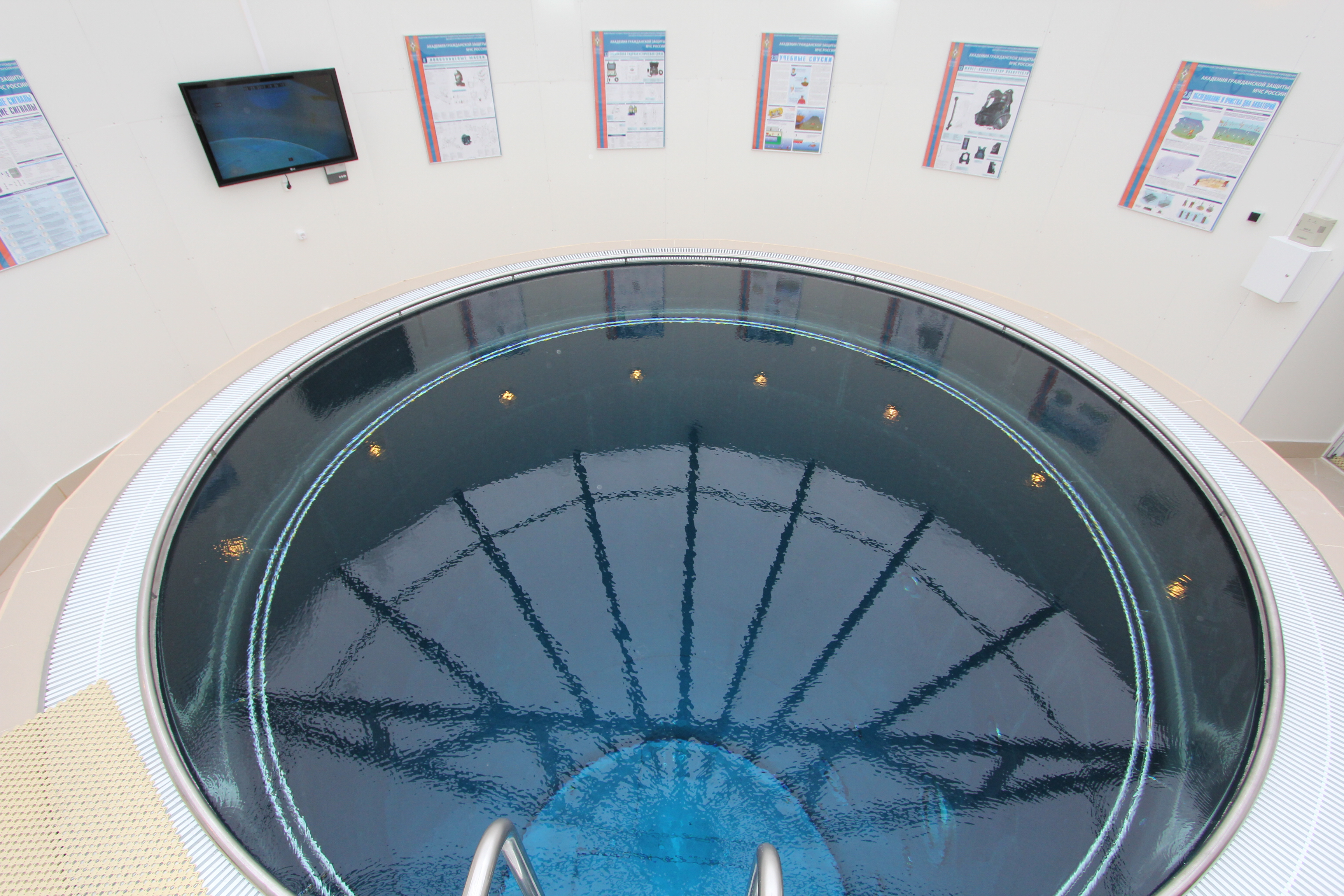
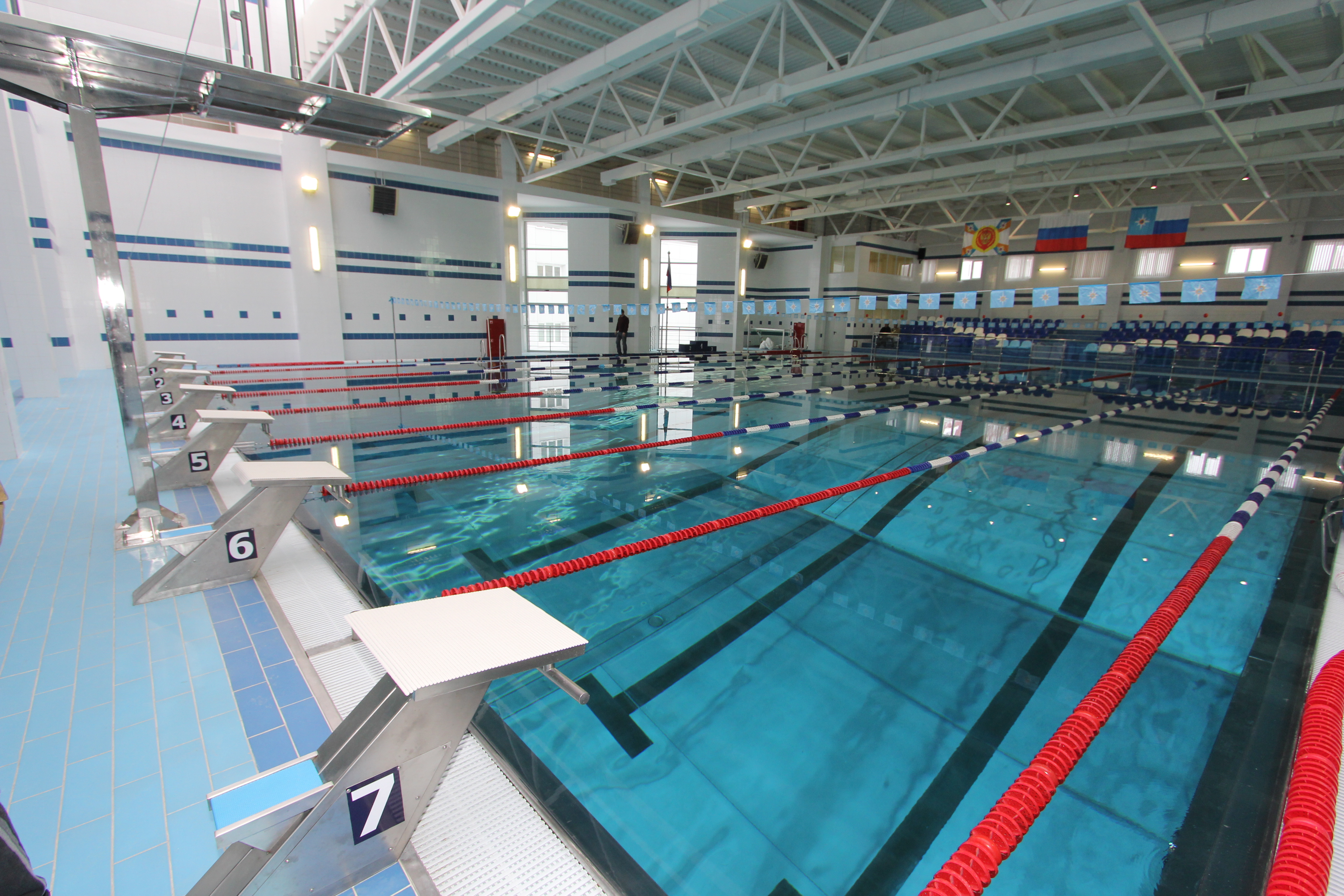

Также в Академии ведется обучение в адъюнктуре и  аспирантуре. Функционирует диссертационный совет. 

## Кадетский пожарно-спасательный корпус
В целях подготовки на базе 10—11 классов лиц из числа гражданской молодёжи к поступлению в высшие учебные заведения системы МЧС России, 1 июля 2013 года приказом главы МЧС России от 07.03.2013 г. № 167 в составе Академии был образован Центр по обучению кадетов.
1 января 2015 года приказом главы МЧС России от 12.11.2015 г. № 625 Центр по обучению кадетов переименован в Кадетский пожарно-спасательный корпус Академии гражданской защиты МЧС России (КПСК АГЗ МЧС России).
Кадетский корпус реализует программу среднего общего образования по физико-математическому профилю.
Условия для прохождения испытаний на конкурсной основе:
- возраст от 14 до 16 лет
- наличие аттестата об основном общем образовании (9 классов), полученного в образовательном учреждении ЦФО РФ
- постоянное проживание кандидата и его законных представителей на территории ЦФО РФ.

Проживание кадет организовано в жилом модуле на 180 мест на территории Академии с полным вещевым, продовольственным и медицинским обеспечением. Шестиразовое питание кадет организовано в столовой на территории Академии. Медицинские услуги оказывает поликлиника Академии. Кадетский корпус располагает учебным модулем с оснащёнными современными средствами обучения аудиториями, компьютерными классами, конференц-залом на 300 мест, центральной библиотекой МЧС России, электронной библиотекой. Занятия по физической подготовке, спортивные секции проводятся в спортивно-оздоровительном комплексе, спортивных площадках, бассейне и глубоководном бассейне Академии.

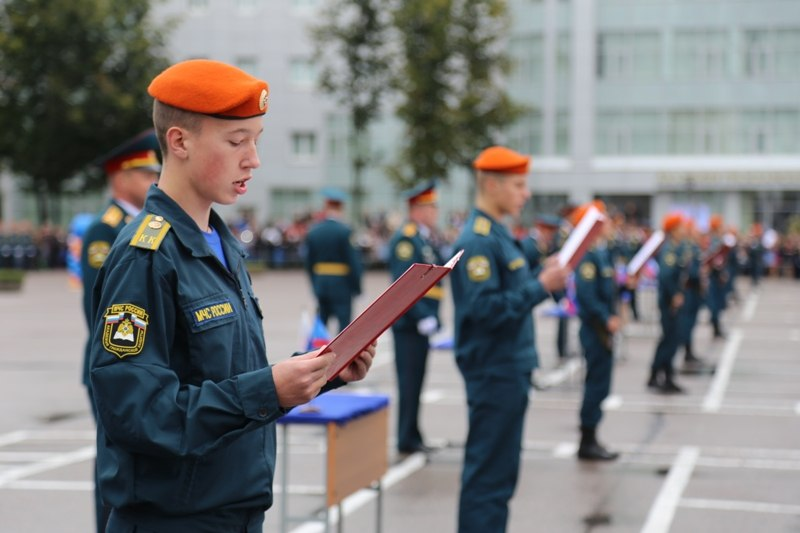
Обязательство кадета
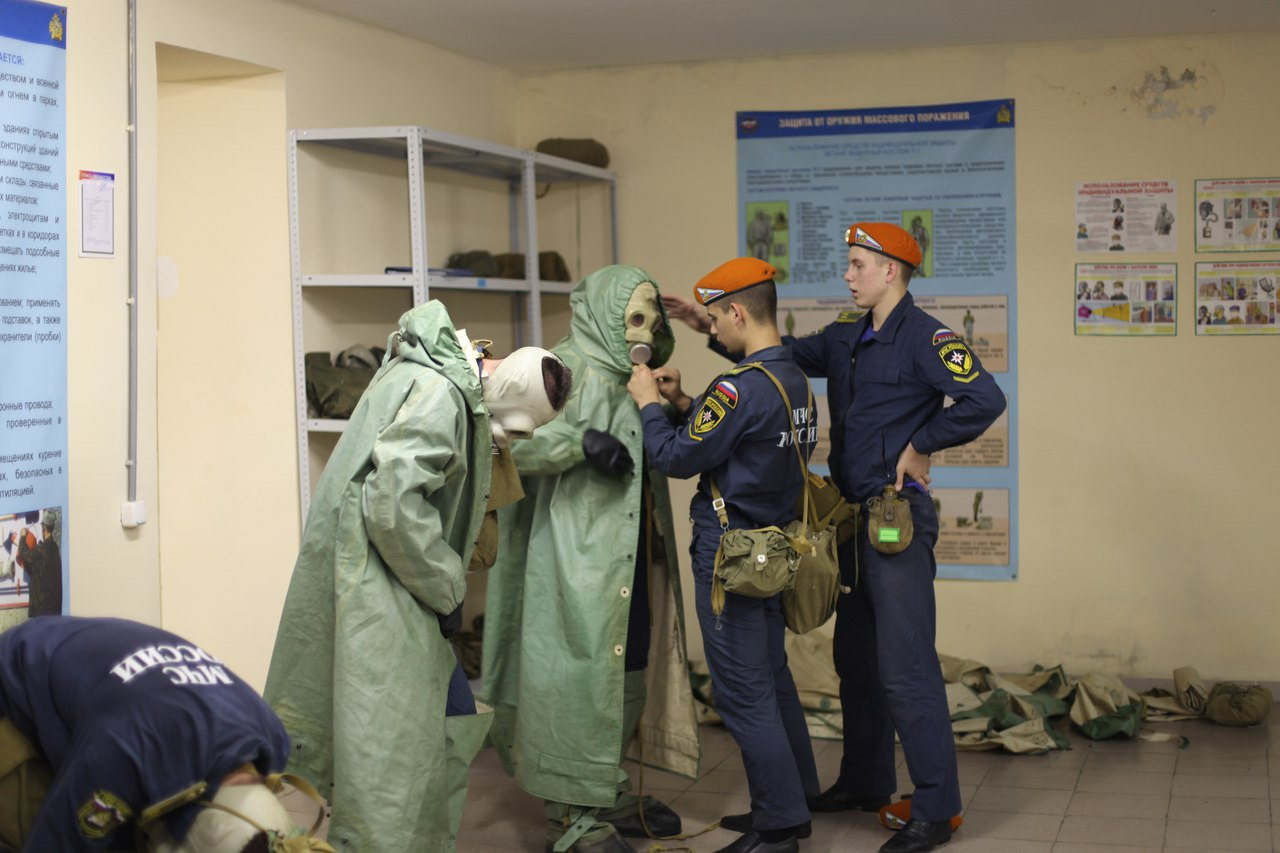
Занятия по РХБЗ
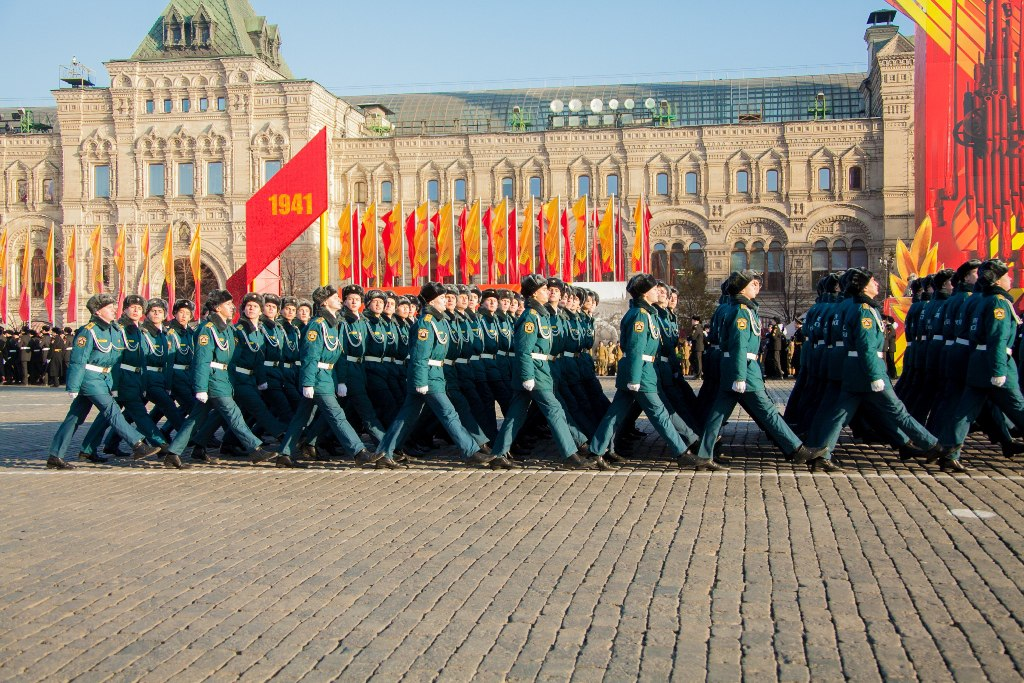
Марш на Красной площади 7 ноября
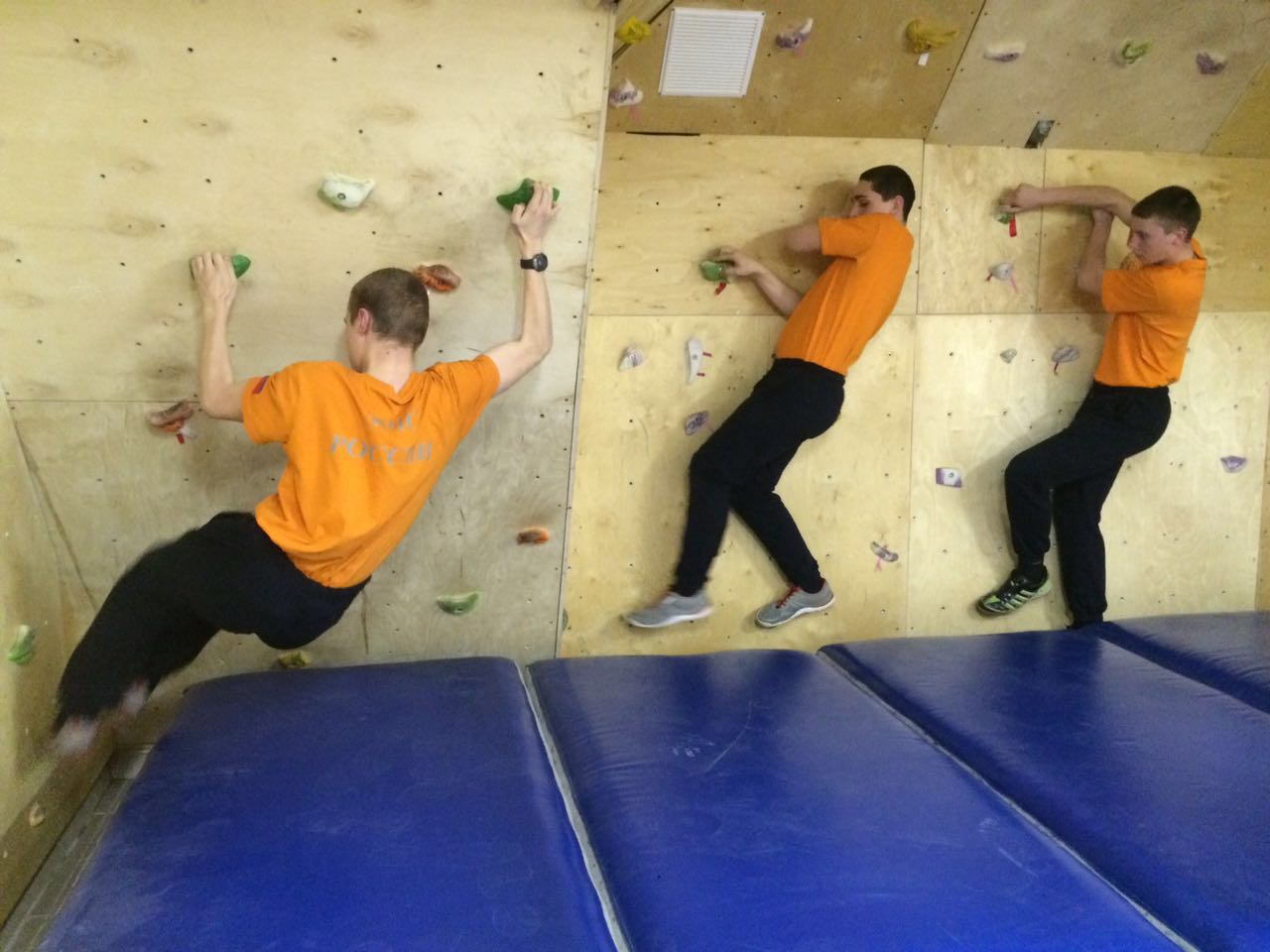
Скалодром корпуса
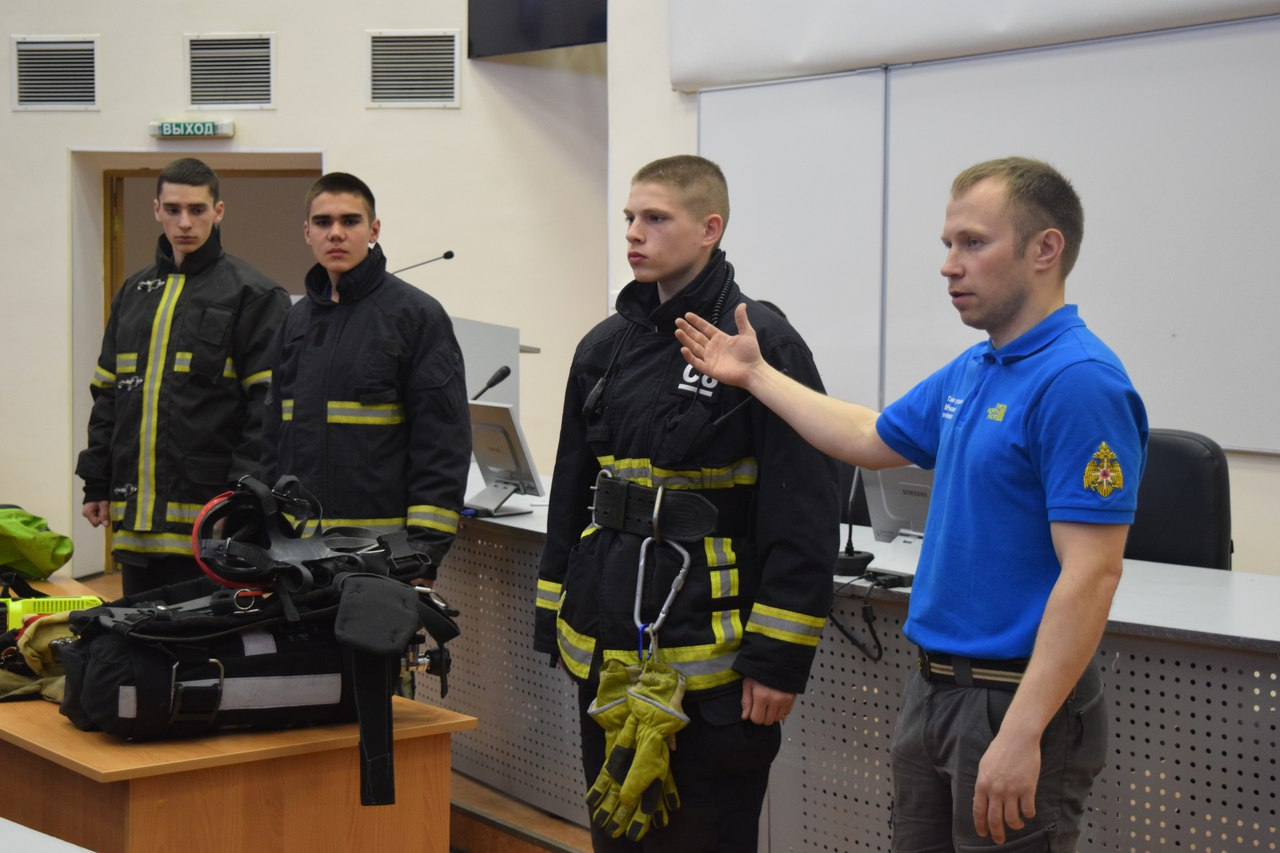
Противопожарная подготовка
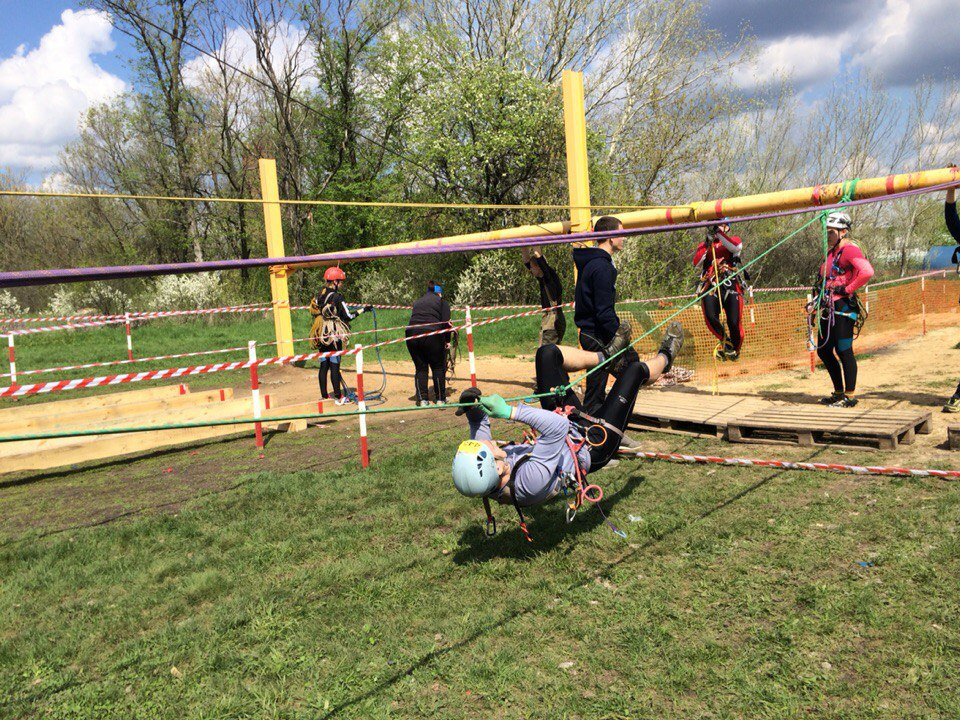
Туристические соревнования
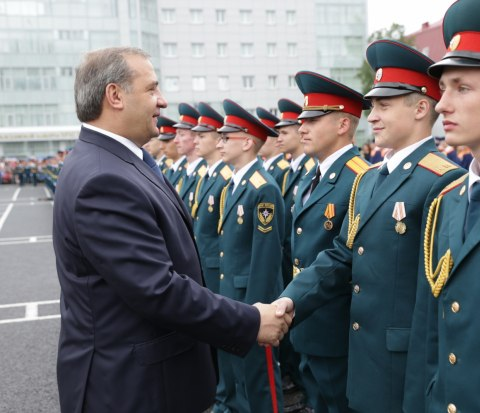
Первый выпуск кадет

## Направления подготовки
В соответствии с приказом Рособрнадзора от 07.08.2019 № 1144 «О государственной  аккредитации образовательной деятельности федерального государственного бюджетного военного образовательного учреждения высшего образования «Академия гражданской защиты Министерства Российской Федерации по делам гражданской обороны, чрезвычайным ситуациям и ликвидации последствий стихийных бедствий» Академия признана прошедшей государственную аккредитацию образовательной деятельности в отношении уровней профессионального образования по укрупненным группам профессий, специальностей и направлений подготовки сроком на 6 лет.
В настоящее время в Академии обучаются более 2 500 человек. Обучение реализуется по 36 основным образовательным программам: 1 образовательная программа среднего общего образования, 4 программы подготовки кадров высшей квалификации и 31 программа бакалавриата, специалитета и магистратуры. 
Факультет руководящего состава:
- Управление воинскими частями и соединениями (магистр, 2 года обучения).

Командно-инженерный факультет:

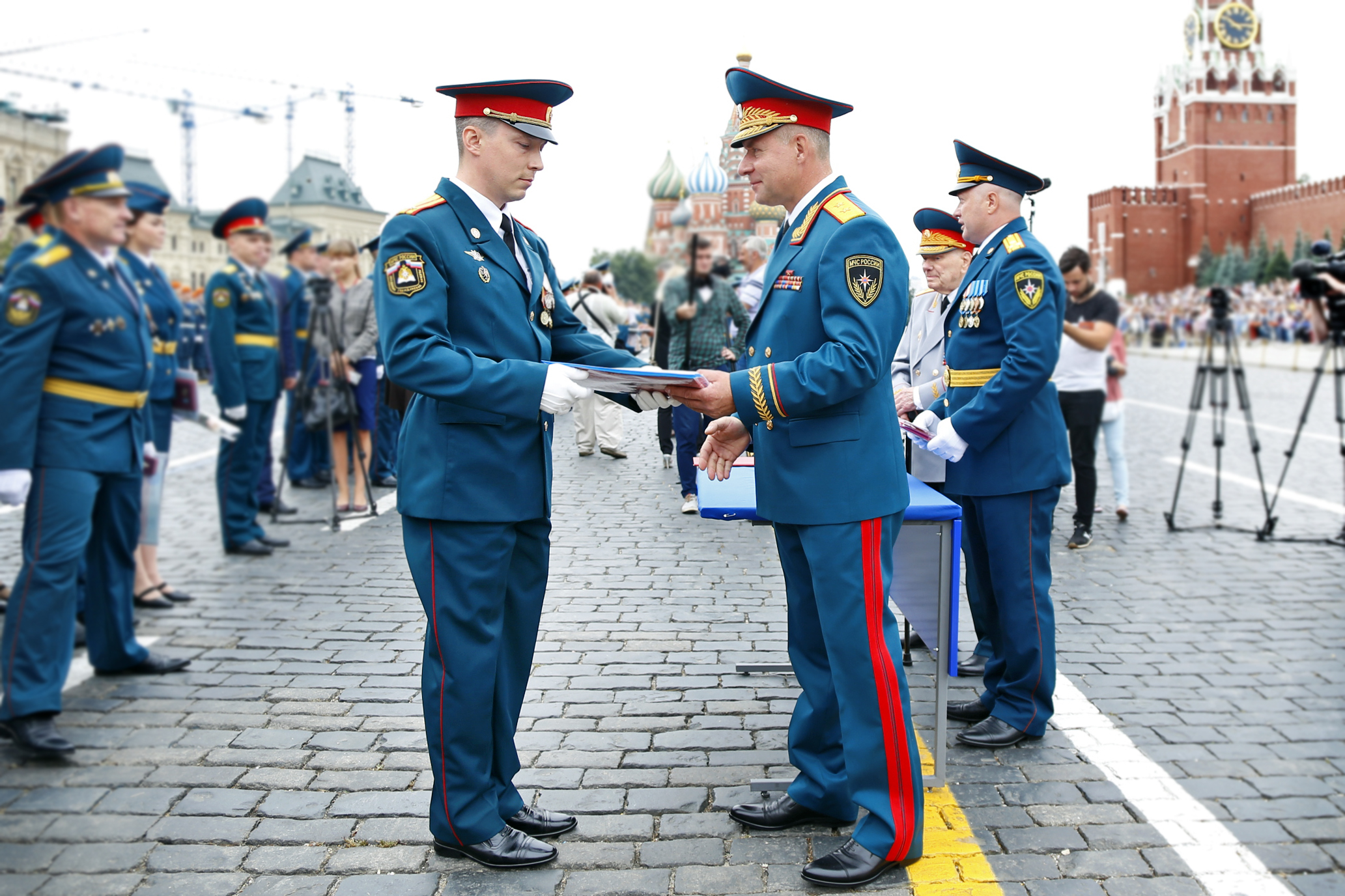
Вручение Министром диплома с отличием и золотой медали

- Инфокоммуникационные технологии и системы связи (бакалавр, 4 года обучения);
- Информационные системы и технологии (бакалавр, 4 года обучения);
- Эксплуатация транспортно-технологических машин и комплексов (бакалавр, 4 года обучения);
- Техносферная безопасность (бакалавр, 4 года обучения).

Инженерный факультет:

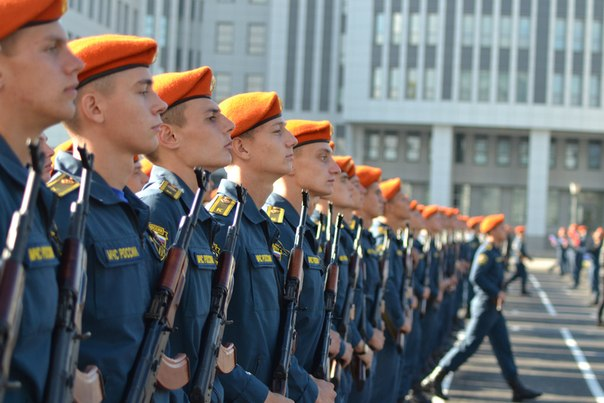
Принятие присяги курсантами 1-го курса командно-инженерного факультета

- Аэронавигация (бакалавр, 4 года обучения);
- Эксплуатация транспортно-технологических машин и комплексов (бакалавр, 4 года обучения);
- Информационные системы и технологии (бакалавр, 4 года обучения);
- Техносферная безопасность (бакалавр, 4 года обучения);
- Информатика и вычислительная техника (бакалавр, 4 года обучения).

Гуманитарный факультет:
- Реклама и связи с общественностью (бакалавр, 4 года обучения);
- Педагогическое образование (бакалавр, 4 года обучения);
- Экономика (бакалавр, 4 года обучения);
- Государственное и муниципальное управление (бакалавр, 4 года обучения);
- Юриспруденция (бакалавр, 4 года обучения).

Факультет заочного обучения:
- Государственное и муниципальное управление (магистр, 2,5 года обучения);
- Информационные системы и технологии (магистр, 2,5 года обучения);
- Техносферная безопасность (магистр, 2,5 года обучения);
- Пожарная безопасность (специалист, 6 лет обучения);
- Техносферная безопасность (бакалавр, 5 лет обучения);
- Государственное и муниципальное управление (бакалавр, 5 лет обучения).

Факультет по подготовке иностранных специалистов:
- Управление воинскими частями и соединениями (магистр, 2 года обучения);
- Техносферная безопасность (бакалавр, 4 года обучения).

Адъюнктура:
- Техносферная безопасность;
- Военные науки.

Аспирантура:
- Техносферная безопасность;
- Политические науки и регионоведение.

Кадетский пожарно-спасательный корпус (10-11 класс):
- Физико-математический профиль обучения

Преподавателями Академии ведутся курсы подготовки к ЕГЭ и ОГЭ для учащихся 9—11 классов.

## Участие в ликвидации последствий ЧС
Выпускники Академии принимали участие в ликвидации последствий чрезвычайных ситуаций на территории РФ: взрывы домов в Москве в 1999 году, обрушение кровли «Трансвааль-парка» и Басманного рынка, восстановление г. Ленска; проводили аварийно-восстановительные работы в г. Крымске, на Дальнем Востоке, в Алтайском крае, в Ставропольском крае; оказывали помощь во время стихийных бедствий в Турции, Колумбии, Индии; были задействованы при проведении гуманитарных операций в Чеченской Республике, Южной Осетии, Афганистане, Югославии и других странах.
Академия является личным резервом Министра МЧС России, после 2-го курса курсанты проходят аттестацию на квалификацию «Спасатель», что позволяет привлекать их к ликвидации чрезвычайных ситуаций различного масштаба. 
Офицеры и курсанты Академии принимали участие в следующих операциях по ликвидации чрезвычайных ситуаций:
1998 г. — тушение лесных пожаров в Республике Башкортостан;
1999 г. — гуманитарная операция в Республике Чечня, ликвидация последствий террористических актов на ул. Гурьянова и Каширском шоссе в Москве;
2000 г. — ликвидация последствий урагана в Москве и области;
2002 г. — борьба с лесными и торфяными пожарами в Московской области;
2004 г. — ликвидация последствий обрушения крыши в аквапарке «Трансвааль-парк» в Москве;
2007 г. — борьба с лесными и торфяными пожарами в Рязанской области, участие в раскопках в Республике Тыва «Пор-Бажин».

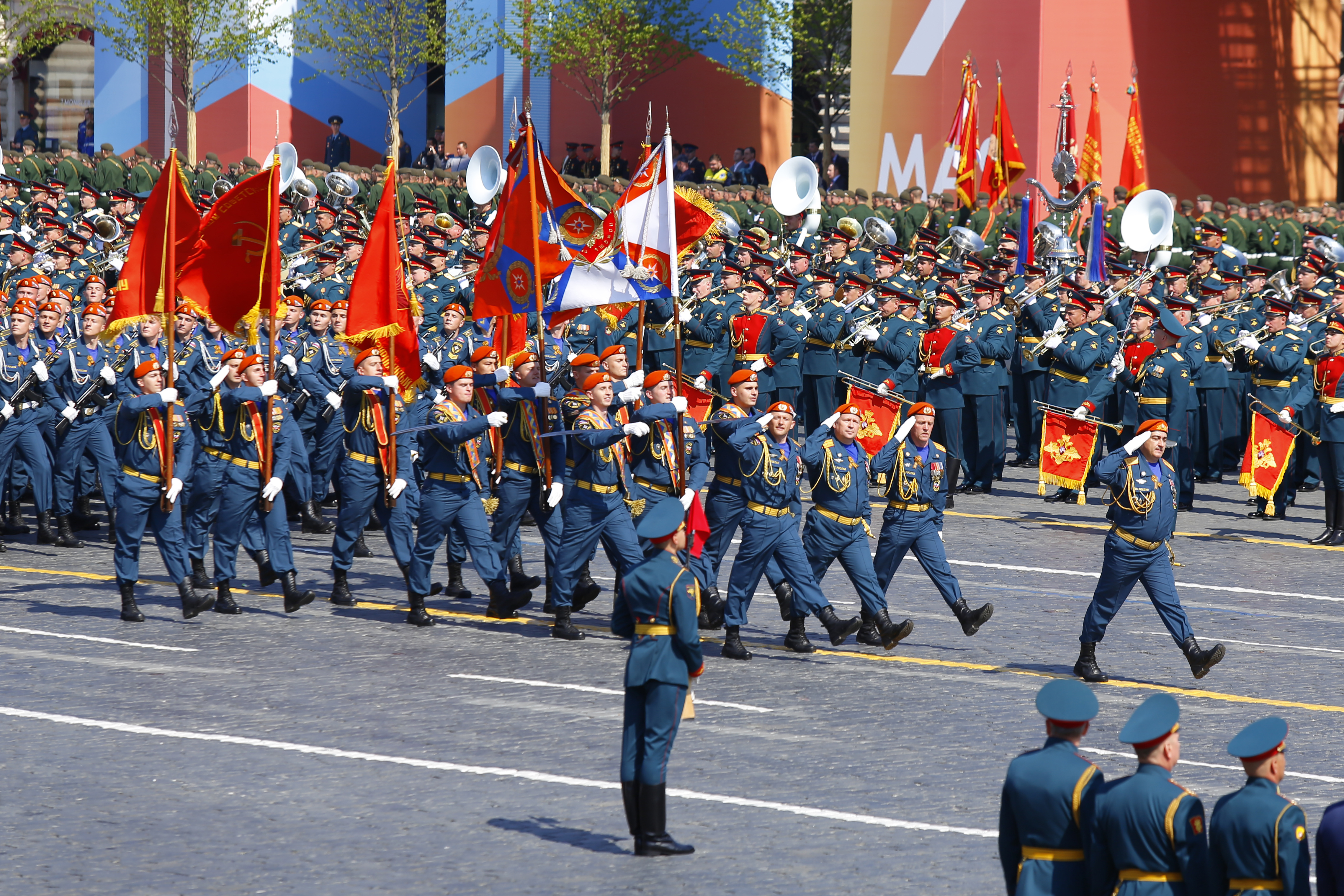
Личный состав Академии гражданской защиты на Параде Победы в 2019 году

2010 г. — ликвидация торфяных пожаров в Московской области;
2012 г. — ликвидация последствий наводнения в Краснодарском крае;
2013 г. — ликвидация последствий наводнения в Дальневосточном федеральном округе;
2014 г. — ликвидация последствий наводнения в Сибирском федеральном округе;
2017 г. — ликвидация последствий паводка в Ставропольском крае СКФО.